# الجماهيرية العربية الليبية الشعبية الاشتراكية العظمى
الجماهيرية العربية الليبية الشعبية الاشتراكية العظمى وهو الاسم الرسمي للدولة الليبية خلال الفترة الممتدة بين 2 مارس 1977م حتى سقوط طرابلس بيد قوات الثوار الليبيين 20آب/أغسطس 2011م.

## التسمية
ظهر أصل اسم ليبيا لأول مرة في نقش لرمسيس الثاني كُتب بالهيروغليفية (ر.ب.و). الاسم مشتق من الهوية المعممة التي أُعطيت لاتحاد كبير من البربر "الليبيين" الشرقيين القدامى، والشعوب والقبائل الأفريقية التي عاشت حول إقليمي برقةوماراريكا الخصبين. جيش مكون من 40,000 مقاتل واتحاد القبائل المعروف باسم "زعماء الليبو العظماء" بقيادة الملك ميري الذي خاض حربًا ضد الفرعون مرنبتاح في العام الخامس (1208 ق.م). ذُكر هذا الصراع في نقش الكرنك العظيم في غربي الدلتا خلال السنتين الخامسة والسادسة من حكمه، وانتصر على ميري. وفقًا لهذا النقش كان التحالف العسكري يتألف من المشواش ولوكا وشعوب البحر المعروفين باسم إكويش وتريشوشيكلش وشردان.
وعند المؤرخين المسلمين صفح الاسم القديم إلى لوبِيَا  أو لوبِيَة ، تاريخيًا أطلق اسم ليبيا على الإقليم الواقع في شمال أفريقيا والممتد من غرب النيل إلى المحيط الأطلسي.
أما الاسم الحديث لليبيا فهو تطور للاسم ليبو أو ليب (من اليونانية Λιβύη ، Libyē)، والذي شمل شعب برقة ومارماريكا بالعموم. من المحتمل أن تم استخدام اسم ليبو أو ليب في العالم الكلاسيكي لتكون هوية للسكان الأصليين في منطقة شمال إفريقيا. تم إحياء الاسم سنة 1934 عند الاحتلال الإيطالي لليبيا من اللغة الإغريقية Λιβύη (ليبي). كان القصد منه أن تحل محل المصطلحات المطبقة لطرابلس العثمانية، وهي المنطقة الساحلية لما يعرف اليوم بليبيا، بعد أن حكمتها الدولة العثمانية من 1551 إلى 1911 باسم إيالة طرابلس. وأعاد الجغرافي الإيطالي فيديريكو مينوتيلي استخدام اسم ليبيا سنة 1903.
و ترد في الاسم الرسمي للدولة الليبية، الجماهيرية العربية الليبية الشعبية الاشتراكية . أضيفت إليها العظمى بعد الغارة الأمريكية في 14 نيسان/أبريل 1986 م، باعتبار ليبيا قد تحدت دول عظمى.
ويعد مصطلح الجماهيرية من أفكار معمر القذافي التي طرحها في الكتاب الأخضر. وردت كلمة جماهيرية أول مرة في الثاني من آذار/مارس عام 1977م فيما يعرف بوثيقة إعلان سلطة الشعب.

## التاريخ
تم إعلان قيام سلطة الشعب وحل الجمهورية الليبية في 2 مارس سنة 1977. وقد قام القذافي بتأليف الكتاب الأخضر الذي أصبح بمثابة الدستور للجماهيرية. اتسمت علاقات الجماهيرية الخارجية عموماً بالعداء تجاه الغرب مما أدى إلى عدة مواجهات مع الولايات المتحدة في البحر المتوسط. كما اتهم القذافي برعاية وتمويل منظمات صنفت كإرهابية في الشرق الأوسط وأمريكا الجنوبية وآسيا.
بعد أشهر من بدء الصراع الليبي سنة 2011 تمكن المعارضون للقذافي من السيطرة على العاصمة طرابلس، فنقلت العاصمة إلى سرت في 1 سبتمبر 2011 حتى سقوطها ومقتل القذافي وكبار قادته في 20 أكتوبر.

## نظام الحكم

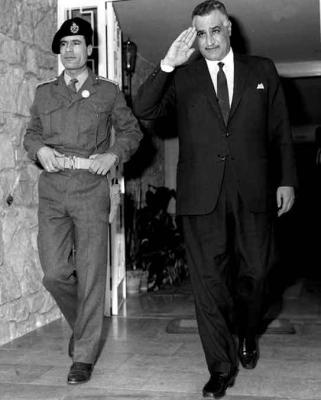
القذافي بالزي العسكري مرافقا جمال عبد الناصر

تحت حكم العقيد معمر القذافي أعلن أن نظام الحكم يسمى (نظام جماهيري) لتصبح تسمية ليبيا الرسمية آنذاك «الجماهيرية العربية الليبية الشعبية الاشتراكية» وأنه «يعتمد على ما سماه الديمقراطية المباشرة».
الوحدة الأساسية في نظام الحكم الجماهيري هي المؤتمرات الشعبية الأساسية، حيث يوجد مؤتمر في كل حي سكني أو قرية يضم كل المواطنين البالغين سن 18 من الذكور والإناث يلتقون في تجمع يسمى كومونة حيث يقسم كل الشعب الليبي على 30 ألف كومونة تضم كل كومونة عدد 100 شخص من الرجال والنساء المقيمين في نفس الحي.المؤتمرات الشعبية الأساسية تنعقد ثلاث مرات في السنة. الاجتماع الأول يخصص عادة لجدول الأعمال المفصل للاجتماعين التاليين. في الاجتماع الثاني يناقش المؤتمر الشعبي الأساسي يقرر بخصوص المواضيع المتعلقة بجدول الأعمال المحلي الداخلي بينما الثالث يختص بكلا المجالين المحلي والدولي.
يكون لكل مؤتمر شعبي أساسي لجنة شعبية (مجلس وزراء محلي) يقوم بتنفيذ قرارات المؤتمر على مستوى الحي، خلال المؤتمر الشعبي الأساسي يتم نقاش المواضيع بالجدول بالجلسة الأولى ويقوم الأعضاء بتحرير القرارات والتصويت عليها، التصويت يتم علناً سواء عن طريق رفع الأيدي أو مباشرة بالصوت.
يُسير جلسات المؤتمر أمانة يتم اختيارها من قبل الحاضرين وتقوم هذه الأمانة بصياغة القرارات كما تشارك الأمانة في جلسات مؤتمر الشعب العام، ومجموع أمانات المؤتمرات واللجان الشعبية والروابط النقابات والاتحادات المهنية تكون مؤتمر الشعب العام.
مؤتمر الشعب العام يقوم باختيار أمانة لتترأس الجلسات وتوقع على القوانين بأمر من المؤتمر وتستلم أوراق اعتماد ممثلي الدول الأجنبية، تتكون من خمسة أعضاء ويختار المؤتمر الأمانة العامة: وتشمل أمين عام وأمين لشؤون المرأة، وأمين لشؤون المؤتمرات الشعبية وأمين لشؤون النقابات والاتحادات المهنية والروابط الحرفية، وأمين للشؤون الخارجية.
كما يختار السلطة التنفيذية (اللجنة الشعبية العامة).
وقد عرف القذافي الجماهيرية:

## القوات المسلحة
قوات الشعب المسلح هو الاسم الرسمي للقوات المسلحة الليبية.
في الفترةِ المُمتدة من أواخر السبعينات إلى أواخر الثمانينيات؛ تورّطَ الجيشُ الليبي في أربع عمليات توغل كبيرة على الأراضي التشادية لكنّه عانى من خسائر فادحة في هذه الصراعات وَخاصّة في حرب تويوتا عام 1987 ويرجعُ ذلك إلى حد كبير إلى سوء التكتيكات والمساعدات الغربية التي حصلت عليها دولة تشاد. هذه الأخيرة تمكّنت في نهاية المطاف من صد كل هذه التوغلَات ولم تعد ليبيا مُحتلة لها.
بحلول شباط/فبراير 2011؛ اندلعت الثورة الليبيّة ضدّ نظام معمّر القذافي ثمّ سرعان ما تحوّلت لحربٍ أهلية بعدَ تمرد العديد من وحدات الجيش وانضمامها لمعسكرِ المعارضة مما تسبّبَ في اندلاع معارك دارت رحاها في معظم أنحاء البلاد. ومعَ قدومِ سبتمبر من نفسِ العام كانَ الجيش الليبي قد تدمّر بالكامل تقريبًا بعدما تلقى ضربات جوية منَ الناتو وهجمات على الأرض كان يشنّها الثوار فيما هربَ أعضاءُ الجيش الموالين للقذافي بعد تمكّن المُعارضة والثوار من السيطرة على العاصِمة طرابلس أمّا الفلول فقد اتجهت صوبَ سرت، سبها وبني وليد مُحاولةً إعادة هيكلة نفسها هناك؛ وقبلَ أن تنجح في هذه العملية؛ شنّ الثوار الليبيون هجومًا على تلكَ المعاقل ونجحوا في إنهاء الجيش بعدما قُتل معمر القذافي وابنه معتصم ووزير الدفاع السابق أبو بكر يونس فيمَا دُمرت بقايا ما عُرف بجيش الجماهيرية العربية الليبية.

### الشعب المسلح
اعتُبر الشعب المسلح في فترة حكم معمر القذافي إحدى المبادئ الرئيسية في السلطة الشعبية وفقَ الكتاب الأخضر حيث نصت بأنّ جميع فئات الشعب ينبغي لها التدرب على السلاح، حيث فرضت مادة دراسية يأخذها الطلاب من الثانوية تسمى «التربية العسكرية» يتم فيها تناول المبادئ الرئيسية للحروب وفن القتال ويتم التدرب على السلاح في جميع الثانويات في ليبيا وبالنسبة لبقية الشعب؛ يجبُ على كل مواطن أن يأخذ شهرًا في السنة للتدرب مرة أخرى على السلاح نظيرَ الخدمة في الشعب المسلح.
في عام 2009 قدّرَ المعهد الدولي للدراسات الاستراتيجية أن عدد القوات البرية للجماهيرية العربية الليبية قد بلغَ 25.000 جنديًا معَ مجندين إضافيين قُدّر عددهم بـ 25.000 مجند آخر ما يعني 50.000 كعددٍ إجمالي. وحسبَ نفس المصدر – المعهد الدولي للدراسات الاستراتيجية – فإنّ القوات البرية قد تم تنظيمها في 11 لواءً للدفاع عن الحدود و4 ألوية مفرقة حسب عددٍ منَ المناطق الأمنية إلى جانبِ لواء أمن النظام (كتيبة خميس) ثمّ 10 كتائب خاصّة بالدبابات و10 كتائب مشاة فضلًا عن 18 كتيبة مشاة أخرى إلى جانبِ 6 كتائب كوماندوز و4 كتائب صاروخ أرض أرض و7 كتائب مدفعية للدفاع الجوي. 

### الدبابات
عدل
قدّرَ المعهد الدولي للدراسات الاستراتيجية عدد الدبابات التي كان يتوفرُ عليها الجيش الليبي في عام 2009 بـ 20.025 دبابة وهي على الشكل التالي: 150 دبابة تي-72 (115 في المتجر) و100 دبابة من نوع تي-62 (4620 في المتجر) ثمّ 5000 من طِراز تي-55 (10,040 في المتجر) كما قدّر المعهد أن هناك 500 مركبة استطلاعية من نوع بي أر دي إم-2 و700 من نوع إيه إيه-9 فضلًا عن 1000 من نوع بي إم بي-1 بالإضافة إلى عددٍ غير معروف من بي إم دي-1، فيما ذكرت مصادر رسمية روسية في عام 2010 أنه سيتم تحديث دبابات تي-72 بمساعدة من روسيا. أَبلغَ المعهد أيضًا على توفر النظام الليبي على 540 بي تي أر-50 وبي تي أر-60 وعددٍ منَ المركبات الأخرى ذات العجلات مثلَ 1000 من عربة إيه إيه-11 وكذَا أو تي-64 سكوت. بشكلٍ عام؛ هذه قائِمة مُصغّرة لما كان يتوفر عليهِ الجيش الليبي بناءً على معطيات منَ المعهد الدولي للدراسات الاستراتيجية ومصادِر أخرى رسميّة:
| النوع                  | صورة                   | ملاحظة                                                          |
| دبابات القِتال الرئيسيّة | دبابات القِتال الرئيسيّة | دبابات القِتال الرئيسيّة                                          |
| ---------------------- | ---------------------- | --------------------------------------------------------------- |
| تي-72                  |                        | كان لدى الجيش الليبي حوالي 150 دبابة من هذا النوع               |
| تي-62                  |                        | كانَ لدى الجيش الليبي حوالي 100 دبابة قِال رئيسية من هذا الطِراز   |
| تي-55                  |                        | كان يملكُ الجيش الليبي حوالي 5000 من هذا النوع من الدبابات       |
| ناقِلات الجنود المدرعة  |                        |                                                                 |
| عربة إيه إيه-11        |                        | كان لدى الجيش الليبي حوالي 100 ناقلة جنود مدرعة من هذا النوع    |
| إم-113                 |                        | كانَ لدى الجيش الليبي حوالي 400 ناقلة جنود مدرعة من هذا الطِراز   |
| بي تي أر-80            |                        | كان يملكُ الجيش الليبي حوالي 1000 من هذا النوع من الناقلات       |
| بي تي أر-60            |                        | كان لدى الجيش الليبي حوالي 750 ناقلة جنود مدرعة من هذا النوع    |
| بي تي أر-50            |                        | كانَ لدى الجيش الليبي حوالي 500 ناقلة جنود مدرعة من هذا الطِراز   |
| بي أر دي إم-2          |                        | كان يملكُ الجيش الليبي حوالي 500 من هذا النوع من الناقلات        |
| أو تي-64 سكوت          |                        | كانَ لدى الجيش الليبي حوالي 500 ناقلة جنود مدرعة من هذا الطِراز   |
| فيات 6614              |                        | كان يملكُ الجيش الليبي حوالي 200 من هذا النوع من الناقلات        |
| مركبات المُشاة القتاليّة |                        |                                                                 |
| بي إم بي-1             |                        | كان يملكُ الجيش الليبي حوالي 1000 من هذا النوع مركبات المشاة     |
| إيه إيه-9              |                        | كانَ لدى الجيش الليبي حوالي 580 مركبات مشاة للقتال من هذا الطِراز |

### سلاح المدفعية
عدل
قدّر المعهد الدولي للدراسات الاستراتيجية في إحصائياته التي تعودُ لعام 2009 أنّ الجيشَ الليبي يتوفر على ما مجموعهُ 2421 قِطعة من سلاح المدفعية حيثُ تم الإبلاغ عن 1300 فوزديكا 2أس1 وَ600 من 2 أس 3 أكتسيا فضلًا عن 800 قِطعة من إم-77 دانا و14 من إم-109 وكذا 160 مدفعيّة بالماريا إلى جانبِ 190 هاوتزر عيار 122 مم وحوالي 330 من أم-46 إلى جانبِ أزيد من 16.000 قاذفات أو راجِمات الصواريخ 2290 من طِراز بي إم-21 غراد. يُقدر معهد الدراسات أيضًا أن ليبيا لديها 500 قذيفة هاون إلى جانبِ عددٍ من صواريخ أرض - أرض مثلَ سكود(416 صاروخًا):
| النوع         | صورة          | ملاحظة |
| سلاح المدفعية | سلاح المدفعية | سلاح المدفعية                                                                                                 |
| ------------- | ------------- | --- |
| فوزديكا 2أس1  |               | كان لدى الجيش الليبي حوالي 1300 مدفعيّة من هذا النوع                                                           |
| 2 أس 3 أكتسيا |               | كانَ لدى الجيش الليبي حوالي 600 سلاح مدفعية من هذا الطِراز                                                      |
| دانا          |               | كان يملكُ الجيش الليبي حوالي 800 من هذا النوع من المدفعيات                                                     |
| إم 109 هاوتزر |               | كان لدى الجيش الليبي عدد غير معروف منَ المدفعيّات من هذا النوع                                                  |
| بالماريا      |               | كانَ لدى الجيش الليبي حوالي 210 سلاح مدفعية من هذا الطِراز                                                      |
| آر إم-70      |               | كان يملكُ الجيش الليبي حوالي 800 من هذا النوع من المدفعيات                                                     |
| بي إم-21 غراد |               | كان لدى الجيش الليبي أزيد من 2000 منَ المدفعيّات من هذا النوع                                                   |
| فجر-1         |               | كانَ لدى الجيش الليبي أكثر من 800 سلاح مدفعية من هذا الطِراز                                                    |
| لونا-إم       |               | كان يملكُ الجيش الليبي حوالي 450 مدفعية من هذا النوع من المدفعيات القادرة على إطلاق صواريخ بالستية قصيرة المدى |

### أسلحة مضادة للدبابات
عدل
كان يتوفر الجيش الليبي في عهدِ القذافي على عددٍ من الأسلحة المضادة للدبابات وعلى رأسها 4000 صاروخًا من طراز ميلان ذي الصناعة الفرنسية/الألمانية إلى جانبِ أزيد من 6200 صاروخًا من نوعِ ماليوتكا و9م113 كونكورس ووي من صنعٍ سوفياتي؛ كما اشترت ليبيا 300 بطارية من كرزنتما من روسيا قُبيلَ الحرب الأهلية.

### أسلحة مضادة للطائرات
عدل
قدّر معهد الدراسات الاستراتيجية أنّ النظام الليبي السابق كان يتوفر على صواريخ أرض-جو من نوع ستريلا-2 وستريلا-9 ثمّ ستريلا-13 كما كانَ يملكُ قيادة منفصلة للدفاع الجوي تحتوي على عددٍ من الأسلحة والصواريخ على غِرار 9كيه33 أو أس إيهبالإضافة إلى البنادق الآلية. لقد دُمرت معظم أنظمة الدفاع الجوي خلال الحرب الأهلية؛ فيما ظلّ عددٌ قليلٌ منها فقط سليمًا ولم يُعرف مصيره اليوم. خِلال أحداث الحرب؛ نجحَ الثوار في الاستيلاء على عددٍ من الأسلحة المضادة للطائرات وتبثوها على شاحنات نقل ما أعطاها ميزة إضافية أخرى.
| النوع            | صورة          | ملاحظة |
| صواريخ أرض-جو    | صواريخ أرض-جو | صواريخ أرض-جو |
| ---------------- | ------------- | --- |
| ستريلا-2         |               | منَ الصعب نوعًا ما تقدير العدد الكلي لمثل هذهِ الأنواع من الأسلحة كونَ النظام الليبي السابق كان يشتري المزيد منها باستمرار كما يفقدها الكثير منها بشكلٍ اضطرادي خِلال التدريبات العسكريّة أو خِلال المناوشات التي دخلَ فيها مع الدول الحدوديّة له. |
| ستريلا-1         |               | يُعدّ هذا النوع من الصواريخ متواضعًا نوعًا ما بالمُقارنة مع باقي الصواريخ التي كانت بحوزة الجيش الليبي وهو نسخة قديمة من سلسلة صواريخ ستريلا وبالرغمِ من ذلك فالجيش الليبي احتفظَ بها وكان يستعملها خِلال التدريبات وما إلى ذلك                  |
| ستريلا-10        |               | كان الجيش الليبي يحصلُ باستمرار على مثل هذه الصواريخ ثمّ فقدها بالكامل حينما تدمّر عام 2011 |
| أس-75 دفينا      |               | كان لدى الجيش الليبي عددٌ من هذهِ الصواريخ أيضًا وقد استُعملت خِلال الحرب الأهليّة لكن عددها ظلّ مجهولًا |
| سام 3            |               | صاروخ أرض-جو من صُنع الاتحاد السوفيتي كذلك. اشترى نظام القذافي عددًا غير معروفًا من هذهِ الصواريخ وهي نُسخة مطوّرة من صواريخ سام 2 التي عانت من قصورٍ عدّة على مستوى تتبع الأجسام الطائرة فضلًا عن فشلها في التحليق في مستوى عالٍ                  |
| ستريلا-5         |               | سلاح مضاد للطائرات وهو نُسخة مطوّرة ومعدلة ضمنَ سلسلة صواريخ ستريلا التي احتفظَ بها الجيش الليبي لفترة |
| 9كيه33 أو أس إيه |               | هي نظام صاروخي موجه بالأوامر ويُعدّ سلاحًا متطورًا نوعًا ما. حصلَ عليهِ النظام الليبي السابق من روسيا ولم يُعرف عدده بالضبط كما لم يُعرف مصير باقي الآليات بعدَ مقتل القذافي                                                                       |

## التقسيمات الادارية
هذه قائمة بمناطق ليبيا توضح عدد السكان في كل واحدة منها حسب التعداد العام للسكان في 2006.
| الرقم (غير تسلسي) | اسم الشعبية  | الليبيين  | غير الليبيين | المجموع   |
| ----------------- | ------------ | --------- | ------------ | --------- |
| 1                 | البطنان      | 150,353   | 7,394        | 157,747   |
| 2                 | درنة         | 155,402   | 7,455        | 162,857   |
| 3                 | الجبل الأخضر | 192,689   | 13,491       | 206,180   |
| 4                 | المرج        | 175,455   | 9,076        | 184,531   |
| 5                 | بنغازي       | 622,148   | 52,803       | 674,951   |
| 6                 | الواحات      | 164,718   | 14,437       | 179,155   |
| 7                 | الكفرة       | 42,769    | 5,559        | 48,328    |
| 8                 | سرت          | 131,786   | 9,709        | 141,495   |
| 17                | الجفرة       | 46,899    | 5,193        | 52,092    |
| 9                 | مصراتة       | 511,628   | 31,501       | 543,129   |
| 10                | المرقب       | 410,187   | 17,699       | 427,886   |
| 11                | طرابلس       | 997,065   | 66,506       | 1,063,571 |
| 12                | الجفارة      | 422,999   | 28,176       | 451,175   |
| 13                | الزاوية      | 270,751   | 19,886       | 290,637   |
| 14                | النقاط الخمس | 269,553   | 17,806       | 287,359   |
| 15                | الجبل الغربي | 288,944   | 13,761       | 302,705   |
| 16                | نالوت        | 87,772    | 6,124        | 93,896    |
| 19                | سبها         | 119,038   | 14,168       | 133,206   |
| 18                | وادي الشاطئ  | 73,443    | 5,120        | 78,563    |
| 22                | مرزق         | 72,513    | 6,259        | 78,772    |
| 20                | وادي الحياة  | 70,711    | 5,547        | 76,258    |
| 21                | غات          | 21,329    | 1,870        | 23,199    |
|                   | المجموع      | 5,298,152 | 359,540      | 5,657,692 |

## التقويم الليبي
أرخ في الجماهيرية بالتقويم الشمسي ولكن على أساس وفاة النبي محمد بن عبد الله التي كانت سنة 632 م. باعتبارها الحدث الأهم (حسب وجهة النظر الرسمية) الذي انقطع فيه الاتصال والتخاطب بين السماء والأرض، وليس المراحل التاريخية من مسيرة الدعوة الإسلامية كالهجرة وغيرها. ويسمى التقويم الذي يؤرخ بميلاد المسيح بـ (مسيحي). وبتسمية ليبية للشهور بدلاً من التسمية القديمة للتقويم الجريجوري مثل مارس أو أغسطس، والتي هي أسماء لآلهة وأباطرة رومان.

### بعد سقوط نظام الجماهيرية
بعد سقوط الجماهيرية عاش الليبيون في حالة من الانفلات الأمني الشديد وتصفية حسابات بين الليبيين.

### تسمية الشهور الشمسية
| - أي النـار - يناير - النوّار - فبراير - الربيع - مارس | - الطير - أبريل - الماء - مايو - الصيف - يونيو | - ناصر - يوليو - هانيبال - أغسطس - الفاتح - سبتمبر | - التمور - أكتوبر - الحرث - نوفمبر - الكانون - ديسمبر |

وللتوضيح فإن سنة 2001 ميلادية، تقابلها سنة 1369 من وفاة الرسول محمد بن عبد الله.